# Eroare logică informală
În logica informală, o eroare logică neformală este un tip de argument care este întotdeauna, sau aproape întotdeauna greșit datorită unei greșeli în raționament. În contrast cu eroarea logică formală, eroarea logică neformală are de a face cu problemele inferenței raționale care se produce în limbajul natural, acesta fiind mai vast decât simbolurile folosite în logica formală. Erorile logice informale, când sunt deductive, se comit de obicei într-o formă invalidă. Prin includerea unei copremise neexprimate, majoritatea erorilor informale deductive sunt valide din punct de vedere al inferenței, având copremisa falsă ascunsă, dar sunt invalide ca argument.
Este problematic să se analizeze erorile logice informale de tip inductiv în aceeași manieră pentru a verifica validitatea sau invaliditatea lor, deoarece valoarea unui argument inductiv constă în forța inductivă.
Un exemplu de eroare logică a generalizării pripite:
S este un P și S este un Q
Prin urmare, toate P-rile sunt Q-uri.
Acest exemplu transformă argumentul inductiv într-unul deductiv, și în cazul unei erori de logică, premisa adăugată este falsă. Această abordare tinde să neutralizeze distincția dintre inducție și deducție. De aceea este totuși important să se facă distincție între principiile de a raționa deductiv, respectiv inductiv și premisele unui argument.